# Alpenbodemkrabspin
De alpenbodemkrabspin of bergbodemkrabspin (Ozyptila rauda) is een spinnensoort in de taxonomische indeling van de krabspinnen (Thomisidae).
Het dier komt uit het geslacht Ozyptila. Ozyptila rauda werd in 1875 beschreven door Eugène Simon.